# 대만의 남북 격차

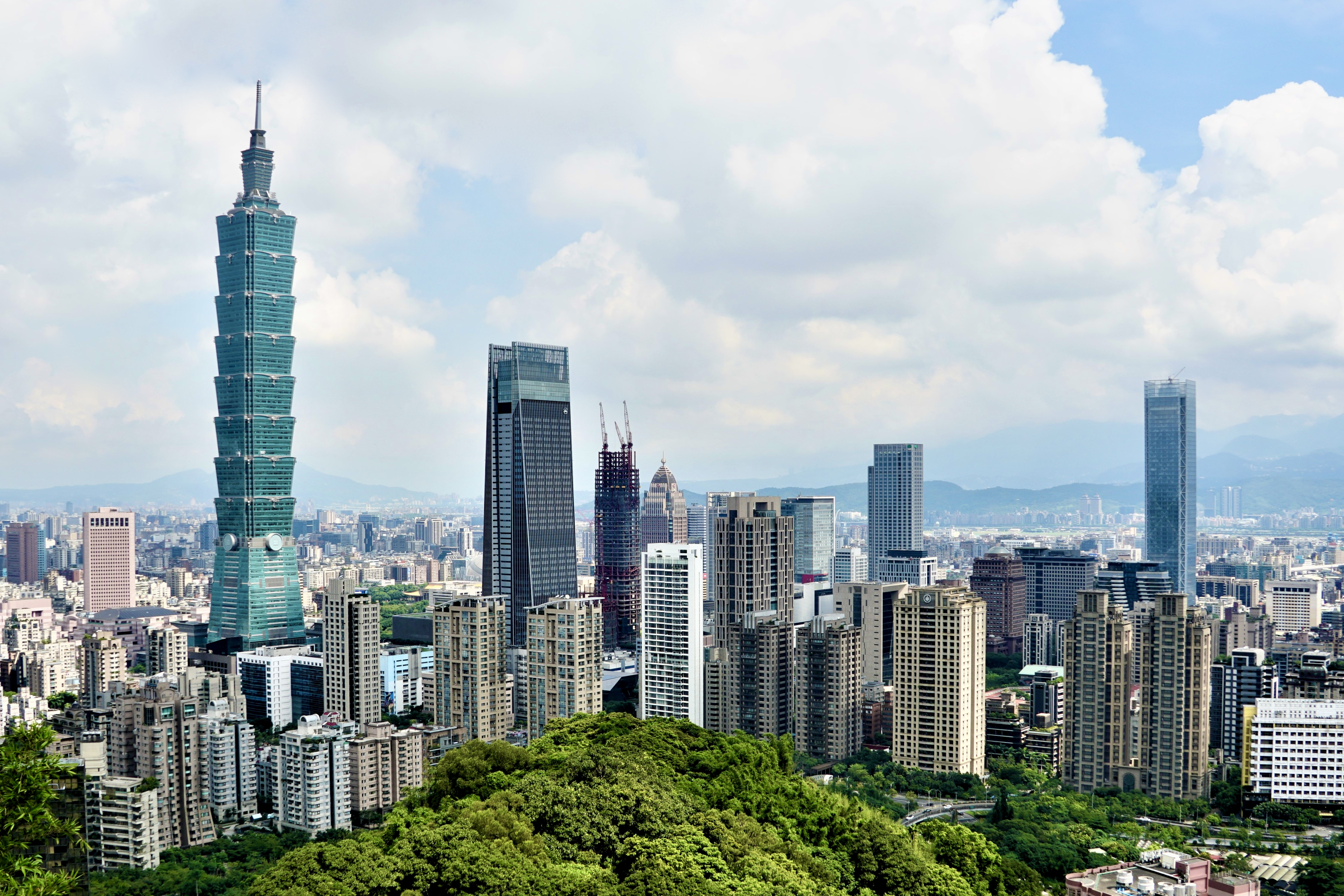
대만의 수도 타이베이시

대만의 남북 격차(중국어: 重北輕南; 병음: Zhòng Běi Qīng Nán)은 대만에서 정치, 부, 의료 측면에서 자원이 고르지 않게 분배되는 것을 의미한다. 지난 수십 년 동안 전국의 경제 발전, 교육 및 기타 측면으로 인해 오늘날 대만 북부와 대만 남부의 사회적, 문화적 차이가 발생했다.

## 원인
이러한 격차는 종종 정부의 편견으로 인해 발생한다. 국공 내전에서 국민당이 중국공산당에게 패배하고 국민당이 중국 본토에서 도망친 후, 국민당은 본부를 대만 북부의 타이베이시로 이전했다.
1949년 국민당 정부가 대만으로 후퇴한 이후 국민당은 연속적으로 60년 이상(1945~2000, 2008~2016) 집권해 왔으며, 이는 민주진보당이 14년(2000~2008, 2016~현재) 동안 집권한 것과 비교된다. 국민당의 오랜 편견으로 인해, 특히 백색테러 기간 동안 사회, 경제 발전 측면에서 남북 간의 격차가 점차 확대되었다. 비평가들은 국민당이 본토에서 패배한 후 본토인들이 주로 이주한 북부 대만의 경제 투자 비중이 불균형적이라고 말한다. 특히 독립 운동이 남부보다 북부에서 덜 흔했기 때문이다. 국민당은 대만 북부, 특히 신주와 타이베이 광역 지역의 기술 분야에 집중적으로 투자한 반면, 대만 남부에 대한 투자는 주로 산업 분야에 집중된 것으로 알려졌다. 지난 수십 년 동안 산업이 중국 본토로 이전되면서 대만 남부의 성장이 둔화되면서 남부에서 고임금 서비스 및 기술 산업이 위치한 북부로 대학 교육을 받은 젊은 대만인의 두뇌 유출이 발생했다.
1990년부터 1998년까지 가오슝 시장 우둔이는 국민당이 이끄는 중앙 정부가 북에 우호적이고 남에 반대하는 편견을 가지고 있다고 자주 비난했다.
연구에 따르면 대만의 경제 기적을 이끈 중공업 대부분이 위치한 가오슝시는 1970년대부터 대만의 정치 자유화 활동에도 앞장섰다. 이러한 활동에는 대만을 민주주의로 몰아넣은 가오슝 사건이 포함되며 일부 추측에 따르면 국민당 정부는 대만 남부의 시위를 권위주의 통치에 큰 위협이 되는 것으로 간주하여 대만 남부의 경제 개발 원조를 줄이기로 결정했다.

## 같이 보기
- 남북 격차